# Serguéi Avdéyev
Sergei Vasilyevich Avdéyev (en ruso: Серге́й Васи́льевич Авдéев); Chapáyevsk, 1 de enero de 1956) es un ingeniero y astronauta ruso.

## Biografía
Avdéyev nació en la localidad rusa de Chapayevsk, en la Óblast de Samara. Se graduó en Física en el Instituto de Ingenieros Físicos de Moscú en 1979 como ingeniero-físico. Desde el año 1979 hasta 1987 trabajó como ingeniero para la fábrica rusa de naves espaciales OKB-1. El 26 de marzo de 1987, fue seleccionado como cosmonauta para formar parte del Grupo 9 de la lanzadera Energía durante la carrera espacial entre Estados Unidos y la Unión Soviética. Su formación básica de astronauta fue desde el mes de diciembre de 1987 hasta el mes de julio de 1989. Se retiró como un cosmonauta el 14 de febrero de 2003.
Avdéyev, en su momento, tuvo el récord de tiempo total permanecido en el espacio con 747,59 días en órbita terrestre, acumulado a través de tres turnos de servicio a bordo de la Estación Espacial Mir. Se ha puesto en órbita de la Tierra 11.968 veces, sumando un total cercano a 515.000.000 km. En agosto de 2005, este récord fue superado por el astronauta Serguéi Krikaliov.
Avdéyev está casado y tiene dos hijos.

## Viaje en el tiempo
Según varias fuentes de buena reputación, Avdéyev tiene el récord actual de viaje a través del tiempo alcanzado por un ser humano. En sus más de 748 días a bordo de la Mir (acumulado a través de tres misiones) viajó aproximadamente a unos 27.359 kilómetros por hora, llegando a estar alrededor de 0,02 segundos (20 milisegundos) hacia el futuro, que es considerablemente más que cualquier otro ser humano. 

## Vuelos espaciales
- Soyuz TM-15 - 27 de julio de 1992 hasta el 1 de febrero de 1993 - 188 días, 21 horas, 41 minutos, 15 segundos
- Soyuz TM-22 - 3 de septiembre de 1995 hasta el 29 de febrero de 1996 - 179 días, 1 hora, 41 minutos, 45 segundos
- Soyuz TM-28 y Soyuz TM-29 - 13 de agosto de 1998 hasta el 28 de agosto de 1999 - 379 días, 14 horas, 51 minutos, 9 segundos

## Paseos espaciales
- 1. MIR EO-12 - 3 de septiembre de 1992 - 3 horas, 56 minutos
- 2. MIR EO-12 - 7 de septiembre de 1992 - 5 horas, 8 minutos
- 3. MIR EO-12 - 11 de septiembre de 1992 - 5 horas, 44 minutos
- 4. MIR EO-12 - 15 de septiembre de 1992 - 3 horas, 33 minutos
- 5. MIR E0-20 - 20 de octubre de 1995 - 5 horas, 11 minutos
- 6. MIR EO-20 - 8 de diciembre de 1995 - 0 horas, 37 minutos
- 7. MIR EO-26 - 15 de septiembre de 1998 - 0 horas, 30 minutos
- 8. MIR EO-26 - 17 de noviembre de 1998 - 5 horas, 54 minutos
- 9. MIR EO-27 - 23 de julio de 1999 - 6 horas, 7 minutos
- 10. MIR EO-27 - 28 de julio de 1999 - 5 horas, 22 minutos